# Kuala Kubu
Bei Kuala Kubu im Bezirk Hulu Selangor in Selangor, Malaysia, gab es im Februar 1883 einen Dammbruch am Fluss Selangor, bei dem es mindestens 25, vielleicht auch mehrere hundert Tote gab. Die Stadt Kuala Kubu wurde zerstört und danach auf einem Hügel als Kuala Kubu Baru wieder aufgebaut. 

## Die Tragödie von Kuala Kubu
Durch die Flutwelle aus Wasser und Schlamm, die im Februar 1883 den Ort überflutete, ertranken viele Einwohner oder verloren ihre Häuser. Zu den Flutopfern gehörte auch der 26-jährige Cecil Ranking, ein Angestellter der britischen Verwaltung, da Malaysia zu dieser Zeit unter britischer Kolonialverwaltung stand. Die Altstadt wurde von Schlamm überflutet und die meisten Einrichtungen der Stadt schwer geschädigt. Ein Buddhistischer Tempel und eine Moschee überstanden die Flut.  

## Wiederaufbau
Nach dem Unglück entschied die britische Regierung, nahe den Überresten von Kuala Kubu eine neue Stadt zu bauen. Die neue Stadt heißt Kuala Kubu Bharu, was Neu-Kuala Kubu bedeutet. Es ist die Bezirkshauptstadt von Hulu Selangor. Die verlassene alte Stadt heißt jetzt Ampang Pecah (="gebrochene Talsperre" bzw. "Broken Dam").
Seit den 1980er Jahren wird auch in der alten Stadt wieder gebaut. Dort gibt es auch ein Denkmal zur Erinnerung an den Dammbruch.

## Die neue Talsperre
Vor wenigen Jahren ist nur wenig unterhalb der alten Stelle eine neue Talsperre gebaut worden, die Selangor-Talsperre (Sungai Selangor Dam). Sungai bedeutet "Fluss". Dies geschah gegen erheblichen Widerstand der Bevölkerung. Die neue Talsperre ist 115 m hoch, 800 m lang, staut 235 Millionen Kubikmeter auf und überflutet 6 km² bei einem Einzugsgebiet von 197 km². Sie steht 4 km oberhalb von Kuala Kubu.

## Sehenswürdigkeiten
- Buddhistischer Tempel der alten Stadt, der die Flut von 1883 überstand und in den 1980er Jahren renoviert wurde
- Denkmal für die Tragödie von Kuala Kubu (Tragedi Kuala Kubu)
- Das Grab von Cecil Ranking
- Der Ort Ampang Pecah (Broken Dam)
- Die neue Talsperre "Sungai Selangor Dam"